# 蒂斯·普林茨
蒂斯·奥勒·普林茨（德語：Thies Ole Prinz，1998年7月7日—），生于柏林，德国男子曲棍球运动员。他曾代表德国国家队参加2024年夏季奥林匹克运动会男子曲棍球比赛，获得一枚银牌。